# Соколов, Константин Андреевич
Константи́н Андре́евич Соколо́в (род. 12 мая 1991, Усть-Каменогорск) —  российский хоккеист, нападающий. Мастер спорта России.

## Биография
Сын хоккеиста Андрея Павловича Соколова. В 1994 году семья переехала в город Магнитогорск Челябинской области. В детстве каждое лето проводил в Усть-Каменогорске у дедушки и бабушки.
Воспитанник магнитогорского хоккея.
С 2004 года участвовал в Первенстве России по хоккею среди юношей.Регион Урал 1991 г.р.
Начал игровую карьеру в 2007 году в составе фарм-клуба магнитогорского «Металлурга». После создания МХЛ, в 2009 году, начал выступать за молодёжную команду «Стальные лисы», где провёл два полноценных сезона. В общей сложности за время выступлений в магнитогорских командах принимал участие в 157-и играх и набрал 93 (38+55) очка.
В 2011 году перебирается в Казань, где начал выступать за молодёжную команду «Барс». В сезоне 2012/13, дебютировал в составе «Ак Барса».
С июля 2021 года играет в ХК «Зауралье» из Всероссийской хоккейной лиги.

## Награды и звания
- Мастер спорта России, 30 июля 2013 года[4]
- Обладатель Кубка Харламова (Чемпионат МХЛ), 2010 год
- Обладатель Кубка Петрова (ВХЛ), 2019 год
- Победитель юношеского чемпионата России 2005., 2006 год.

## Статистика
| Легенда | Легенда                    | Легенда | Легенда                   | Легенда | Легенда    |
| ------- | -------------------------- | ------- | ------------------------- | ------- | ---------- |
| И       | Количество проведённых игр | Штр     | Штрафное время            | +/−     | Плюс-минус |
| Г       | Голы                       | П       | Голевые передачи          | О       | Очки       |
| -       | Статистика неизвестна      | —       | Статистика не учитывалась |         |            |